# Jelenik
Jelenik – wieś w Słowenii, w gminie Krško. W 2018 roku liczyła 55 mieszkańców.